# ФК Бари
ФК Бари (итал. Società Sportiva Calcio Bari) је италијански фудбалски клуб из Барија. Клуб је неколико година испадао из Серије А и враћао се у њу, а тренутно се такмичи у Серији Д.
Статистички, по резултатима у Серији А, Бари је најуспешнији клуб из региона Апулија. Бари се сврстава међу фудбалску елиту Јужне Италије и рангиран је као 17. на листи најбољих клубова Серије А свих времена. Један од највећих успех клуба је освајање Митропа купа 1990.

## Успеси
- Серија Б :
- Првак (3) : 1941/42, 1945/46 (заједно са Наполијем), 2008/09.
- Другопласирани (7) : 1930/31, 1933/34 (без промоције), 1934/35, 1957/58, 1962/63, 1988/89, 1993/94.
- Промовисан у виши ранг (4) : 1927/28, 1968/69, 1984/85, 1996/97.
- Митропа куп :
- Првак (1) : 1990.